# Memòries de la casa morta
Memòries de la casa morta (rus: Записки из Мёртвого дома) és una novel·la de Fiódor Dostoievski publicada l'any 1862.
En aquesta obra es reflecteix la desesperació de l'autor quan va estar empresonat per crims contra la seguretat de l'Estat. Ell va estar acusat de debatre sobre las idees utòpiques socialistes i liberals sorgides a França.

## Traducció catalana
Memòries de la casa morta, traducció de Jaume Creus. Martorell: Adesiara, 2011. ISBN 978-84-92405-43-5.

## Antecedents
L'autor va ser empresonat el 23 d'abril de 1849 i condemnat a mort per activitats antigovernamentals per la seva vinculació amb el Cercle Petrashevski. El 22 de desembre de 1849 va ser traslladat per tal d'ésser afusellat, junt amb altres 25 detinguts, però la seva pena va ser commutada per la de treballs forçats a Omsk (Sibèria), on hi va romandre 5 anys i gràcies a una amnistia decretada per Alexandre II, va poder tornar a Sant Petersburg. Allà es va convertir en un jugador i per això va tenir grans deutes durant tota la seva vida.

## Argument
Recull les vivències del personatge Alexanfre Petròvitx Goriàntxikov a la presó siberiana per haver matat la seva esposa. Cada capítol descriu les anècdotes, les diferents temàtiques i conversacions o experiències que viuen els presoners, els seus sentiments sobre el Nadal, l'estiu, intents de fuga i altres detalls de la societat, l'administració i la cultura russes.
En aquest llibre es reflecteixen les pròpies experiències de l'autor a la presó i el tipus de persones amb què va conviure, que malgrat ser criminals descriu amb una gran humanitat. En aquesta obra es fa una pregona reflexió sobre la psicologia criminal.
Transmet els seus coneixement de la Bíblia, llibre que el mateix autor llegia diàriament a la presó i del que en va derivar la seva idea de la utilitat del sofriment com alliberament i salvació espiritual.
La història transcorre majoritàriament en el primer any de presó, sense especificar dates exactes. Apareixen diverses publicacions alternatives com “Records de la casa dels morts” (a causa d'una traducció deficient), “Memòries de la casa morta”, “Notes de la casa morta” o “El sepulcre dels vius”.
L'autor arriba a la conclusió que l'única possibilitat de llibertat per a l'home a la presó són els llibres.

## Personatges
Akim Akímitx és un exmembre de l'Acadèmia militar de Rússia; es troba en la presó per haver disparat accidentalment a un príncep i haver incendiat una fortalesa. A la presó és una figura respectada per tractar-se d'un bon negociador.
Sirotkin, un jove atractiu de 23 anys, empresonat per haver mort el capità del seu batalló. Apareix sovint per la seva homosexualitat. 	 		
Gazin, amb el pseudònim "l'aranya", empresonat per haver matat molts nens quan era soldat i sentir-se orgullós d'haver-ho fet.
Apareixen altres personatges com el de Baklushin.

## Adaptacions
El compositor moravià Leoš Janáček adaptà aquesta novel·la en el seu llibret d'òpera De la casa dels morts (Z mrtvého domu).